# Palazzo Jabłonowskich
Il Palazzo Jabłonowskich è un palazzo situato in Piazza del Teatro a Varsavia, in Polonia

## Storia
L'originale Palazzo Jabłonowski fu costruito negli anni dal 1773 al 1785 per il magnate polacco Antoni Barnaba Jabłonowski su progetto di Jakub Fontana e Domenico Merlini in stile barocco. Nel 1818 la città di Varsavia acquistò l'edificio e lo utilizzò come nuovo municipio dopo una ristrutturazione guidata da Friedrich Albert e Józef Grzegorz Lessel. Intorno al 1823 fu costruita una torretta sul tetto per effettuare la telegrafia ottica.
Nel 1863, durante la Rivolta di Gennaio, il palazzo fu incendiato dagli insorti per distruggere i registri delle tasse, e venne poi ricostruito nel 1870 in stile neorinascimentale francese.
Poco prima dello scoppio della seconda guerra mondiale, il municipio fu completamente rinnovato. Allo stesso tempo, sotto la direzione di Oskar Sosnowski, furono effettuati conversioni e ampliamenti, tra cui spicca la costruzione di un grande edificio di sette piani dietro il palazzo su Ulica Daniłowiczowska.
Durante l'insurrezione di Varsavia, il palazzo fu incendiato dalle unità tedesche; i resti rimanenti furono demoliti nel 1952, creando uno spazio vuoto dove venne inserita una statua chiamata Nike.
Tra il 1995 e il 1997 il palazzo venne ricostruito, come sede della mBank, riportando allo stile pre-guerra solo la facciata principale e modernizzando tutto il resto.